# Burren
Burren (irsko Boireann, kar pomeni 'velika skala') je okoljsko pomembna regija v severozahodni grofiji Clare na Irskem, v kateri prevladuje ledeniško preoblikovan kras (ali včasih glaciokras). Odvisno od opredelitve meri 250 km² do 560 km². Ime se najpogosteje nanaša na območje znotraj kroga vasi Ballyvaughan, Kinvara, Tubber, Corofin, Kilfenora in Lisdoonvarna.
Del Burrna je narodni park, najmanjši od šestih narodnih parkov na Irskem, medtem ko sta celotno območje Burrna in sosednje ozemlje z Moherskimi klifi del geoparka.

## Obseg
Medtem ko se ime na splošno uporablja za apnenčasto višavje severozahodne grofije Clare, točen obseg območja ni jasno opredeljen in se geološko širi v grofijo Galway. Omejujeta ga Atlantski ocean in zaliv Galway, sem pa spadajo tudi Aranski otoki.
V skladu z eno od opredelitev se Burren razteza južno do črte obalnega letovišča Lahinch do Corofina in je na vzhodu omejen s črto približno od Kinvare do samostana Kilmacduagh blizu Gorta, kar vključuje mesto Ennistymon in Moherske klife.
Program Burren na primer opredeljuje regijo tako, da se razteza v planote Gort, ki med drugim zajema park Coole in presihajoča jezera (turlough) okoli njega, na jugu pa se razteza do Ruana in Crusheena, na jugozahodu meji na Doolin, Lisdoonvarno, Kilfenoro in Corofin.
Tako se navedena velikost Burrna giblje med okoli 250 kvadratnih kilometrov (osrednji del izpostavljenega apnenca) do 360 kvadratnih kilometrov (vsi predeli apnenca) in 560 kvadratnih kilometrov (s približno 200 kvadratnih kilometrov nižavja). Približno 60 % višavja ima tlak iz apnenca.

## Podnebje
Burren ima nenavadno zmerno podnebje za zahodno Irsko. Povprečne temperature so od 15 °C v juliju, 4 do 6 °C januarja, medtem ko temperatura tal običajno ni nižja kot 6 °C (razen konec leta 2010, ko je bilo daljše obdobje snega). Ker trava raste, ko se temperatura dvigne nad 6 °C, to pomeni, da ima Burren (kot sosednji Aranski otoki) enega najdaljših letnih časov na Irskem ali v Veliki Britaniji, zato  je tu pestra in bogata rast rastlin.
Območje ima približno 1525 milimetrov letnih količin padavin (več kot dvakrat več kot v vzhodni Irski) s povprečno stopnjo nad 160 milimetrov mesečno od oktobra do januarja.
Konec maja je najbolj sončno, pa tudi najprimernejše obdobje za ogled cvetja s svišči in velesami.
Edmund Ludlow je med boji proti gverilcem v Burrnu leta 1651/52 izjavil: (Burren) je dežela, v kateri ni dovolj vode za utopitev človeka, ni dovolj lesa, da bi ga obesili, niti zemlje, da bi ga pokopali ... ... in vendar je njihovo govedo zelo debelo, saj je trava, ki raste na tej zemlji med skalami, ki so iz apnenca, zelo sladka in hranljiva.

## Geologija

### Stratigrafija
Območje je nastalo iz debelega zaporedja sedimentnih kamnin, večinoma apnencev, pa tudi peščenjakov, muljevcev in meljevcev. Vse trdne kamnine, ki so izpostavljene na površini, so iz karbona, na globini pa so stari rdeči peščenjaki devonske starosti, ki nato prekrivajo skale nižje paleozojske dobe. Na površini na tem območju ni vidnih nobenih predkarbonskih kamnin. Apnenec, ki izvira iz viselske dobe zgodnjega karbona, je nastal kot usedlina v tropskem morju pred približno 325 milijoni let. Sloji vsebujejo fosilne korale, kriinoide, morske ježke in amonite. Ta postelja apnenca je debela do 800 metrov. Na severu in zahodu leži na polici Galwayevega granita, ki je podpiral zgornje plasti, kar je preprečilo premike, ki so ustvarili "zasukane" hribe Knockanes in Mullaghmore. Apnenec se razprostira tudi pod zalivom Galway do Aranskih otokov in na vzhodu do Gortove planote.
Kasneje v karbonu (približno 318 milijonov let) sta apnenec prekrila temnejši pesek in blato, ki se je kasneje spremenilo v vrsto skrilavca (spodnji clarski skrilavec) in peščenjaka (zgornji millstone grit). Te plasti so dosegle debelino do 330 metrov v severnem delu Clare. Ti zgornji sloji so ščitili spodaj ležeči apnenec pred erozijo več milijonov let, preden so jih večinoma odstranili ledeniki, razen na jugozahodu, kjer še vedno segajo od Doolina do Slieve Elva, Lisdoonvarna, Kilfenora in zahodne obale jezera Inchiquin. Otok iz skrilavca je hrib Poulacapple, jugozahodno od Ballyvaughana, kjer se na vrhu neprepustnih slojev skrilavca oblikuje višavje. 
Lokalno geološko zaporedje sestavljajo naslednje formacije, od katerih so nekatere razdeljene na različne člane. Najmlajše skale so na začetku seznama, najstarejše na dnu. Prve tri navedene so namurske starosti in so mešanica muljevcev, peščenjakov in meljevcev, preostanek pa so apnenci viselske starosti.
- osrednja skupina Clare
- formacija Gull Island
- formacija Clare Shale
- formacija Slievenaglasha
  - člen Lissylisheen
  - člen Ballyelly
  - člen Fahee North
  - člen Ballinyja
- Burrnova formacija
  - člen Ailwee
  - člen Maumcaha
  - člen Hawkhill
  - člen Fanore
  - člen Black Head
- formacija Tubber
  - člen Finavarra
  - člen katedrale
  - člen Newtown
  - člen Fiddauna
  - člen Cregmahon

### Kvartar
V poznejšem kvartarnem obdobju (z začetkom pred milijonom let) je nastala večja denudacija. Ledeniki so se po regiji večkrat širili in se umikali. Od zadnjih dveh obdobij je bila prva izrazitejša in je zajela ves Burren. Zadnja rast ledenega pokrova je bila bolj omejena in je vplivala samo na vzhodni Burren.
Posledica tega je, da je Burren med najboljšimi primeri ledeniško preoblikovane kraške pokrajine na svetu. Učinki zadnjega ledeniškega obdobja (Midlandian) so najbolj dokazljivi, saj je led med to poledenitvijo prekrival Burren. Učinek zgodnejše zakrasitve (erozija raztapljanja) je bil odpravljen z zadnjo ledeno dobo. Kakršna koli površinska zakraselost, ki jo je zdaj videti, je nastala pred približno 10.000 leti in burrenski kras je geološko zelo mlad.
Procesi raztapljanja so razširili in poglobili škraplje apnenčastega tlaka. Obstoječe linije stikališč v skali (vertikalne razpoke) prispevajo k nastanku obsežnih razpok, ločenih s škrapljami. Zakrasela formacija olajša nastanek podzemne drenaže. Ta je ustvarila številne jamske sisteme, od katerih je bilo raziskanih več kot 50 kilometrov. Najdostopnejša je jama Aillwee.
Zaradi omenjenih procesov je v regiji zelo malo trajnih površinskih rek. Caher, ki teče v morje pri Fanoru, je ena najbolj stabilnih. Nekatere velike doline, ki večinoma tečejo v smeri jug proti severu, so še danes vidne in so ostanki predglacialnih rečnih dolin. Reke so izginile s površine, ko so bile zgornje plasti kamna odstranjene.
Druge značilne lastnosti Burrna so zaprte približno okrogle depresije brez površinskih odprtin za vodo (imenovane polje). Okoli 100 jih obstaja, večinoma so v vzhodnem Burrnu. Najopaznejša so polja Kilcorney, Poulawilan, Caherconnel in Carran, ki se običajno raztezajo od severovzhoda do jugozahoda. Največja je depresija Carran, dolga več kot dve milji, široke miljo in globoka več kot 200 čevljev. Tu so predglacialne reke na območju najprej erodirale zgornje plasti in začele raztapljati izpostavljeni apnenec. Nastalo je nekaj manjših jam (na primer Glen Clab).
Ledeniki so na tlaku odlagali tudi številne granitne in apnenčaste balvane. Včasih so bili na drugi strani zaliva Galway. Granitni balvani so večinoma na severu Burrna. Zadnji ledeni pokrov je prišel s severovzhoda in večinoma odlagal apnenčaste balvane. Na griču Slieve Elva so danes vidni na nadmorskih višinah do 300 metrov. Značilno terasiranje hribov je nastalo, ko so se navpični sklepi izsušili in so veliki bloki apnenca razpadli ter bili dodatno erodirani. 
Proti koncu ledene dobe so se ledeniki za nekaj časa končali v Fanoru. Takrat sta se griču Slieve Elva in Knockauns dvignila nad okoliškimi ledenimi polji. Doline, ki so obrnjene proti zalivu Galway, so se močno razširile zaradi delovanja ledu, najprej ko se je led preselil južno od Connemare in potem ko je ledeniška voda iskala odtok. Ko se je led končno umaknil, je  zapustil moreno v dolinah in značilne drumline (večina jih je na vrhu skrilavca in peščenjaka na jugu). Dolina Caher je bila skoraj zadušena z odloženim peskom in kamenjem, prav tako pa se je naslanjal proti zahodnim pobočjem Slieve Elve. Ta zaščitni sloj sedimenta je znova omogočil, da so možni lokalni površinski tokovi.
Danes je najvišja točka višavja na griču Slieve Elva, ki je pokrit s skrilavcem, 345 metrov nad morsko gladino.

## Tip pokrajine in habitati
Poleg tlaka iz apnenca so pomembnejši pokrajinski tipi, ki zagotavljajo habitate za rastlinstvo in živalstvo, med njimi apnenčaste resave, suhi apnenčasti travniki, apnenčasti (kalcinirani ali okameneli) izviri, presihajoča vodna telesa, ki se imenujejo turloughs, barja, trstičevje, jezera, mokri travniki, grmičevje in svetel gozd ter nevtralni in izboljšani travniki.

## Rastlinstvo in živalstvo

### Rastlinstvo
Burren je znan po svoji izjemni sestavi rastlin in živali, tu raste več kot 70 % irskih vrst rož. Območje zaradi nenavadnega okolja omogoča rast arktičnim, sredozemskim in alpskim rastlinam.
Številne so redke irske vrste, od katerih so nekatere endemične. Druge se pojavljajo na podobnih kraških območjih v zahodni Irski. Značilne rastline so trava bilnica (Festuca indigesta), ki so jo videli leta 1949, Arenaria norvegica pa je bila označena le enkrat, leta 1961. Dve od 24 vrst regratov, najdenih tukaj, sta praktično edinstveni za Burren. 23 od 28 vrst kukavičevk, najdenih na Irskem, raste v Burrnu, vključno s Fuchsovo prstasto kukavico (Dactylorhiza fuchsii subsp. Okellyi).
Škraplje (razpoke v apnencu) zagotavljajo vlažno zavetje, ki omogoča rast številnim rastlinam, vključno s pritlikavim grmičevjem. Kjer je površina apnenčastega tlaka razbita v gramozu, je mogoče najti veliko trdnejših arktičnih ali alpskih rastlin, medtem ko je apnenčast tlak, ki je pokrit s tanko plastjo zemlje, poraščen s travo in zelnatimi rastlinami. Med cvetjem je znan spomladanski svišč, alpska rastlina s svetlo modrimi cvetovi, ki jih državna turistična organizacija Failte Ireland uporablja kot simbol za območje. Tu so še irske orhideje (Neotinea intacta) in krvavordeča krvomočnica (Geranium sanguineum). Med številnimi drugimi cvetovi so piramidasti pilovec (Anacamptis pyramidalis), Platanthera chlorantha, Neotinea maculata in alpska velesa (Dryas octopetala). V apnenčastih škrapljah je okoli 24 vrst praproti, kot so sredozemski venerini laski (Adiantum capillus-veneris).
Kisloljubne rastline, kot je jesenska vresa (Calluna), rastejo dobro na obližih kisle šote, ki jo učinkovito izolira od apnenčeve podlage.

### Živalstvo
Med več kot 30 vrstami metuljev in vešč, najdenih na Irskem, le dveh ni v Burrnu. Pomembni insekti so metulji: pomladni tratar (Boloria euphrosyne), Thecla betulae, travniški postavnež (Euphydryas aurinia) in navadni frfotavček (Leptidea sinapis); vešče, (Calamia tridens, ki je samo tu na Irskem), Gnophos dumetata in Zygaena purpuralis; trepetavke Doros profuges in vodni hrošč Ochthebius nilssoni. Ta zadnja vrsta je znana na samo petih krajih na svetu, na severu Švedske in na štirih lapornih jezerih v Burrnu.
Burren je eno glavnih vzrejnih območij na Irskem za kuno zlatico. Tu so tudi jazbeci, lisice in hermelini. Na pobočjih Burrna so črede divjih koz.
Vseh sedem vrst netopirjev na Irskem je mogoče najti v Burrnu.
Evrazijska vidra živi vzdolž obale, tudi sivi tjulnji, rjave pliskavke, delfini in morski psi, ki so lahko predvsem pri Black Head in na različnih predelih Moherskih klifov.
V Burrnu je tudi veliko vrst ptic: vrana in krokar, sokol selec, postovka, različni galebi, navadna lumna, mala njorka, viharniki, mormoni in vranjek.

## Zgodovina

### Prazgodovina
Analiza cvetnega prahu kaže, da je bil v mezolitiku med 8000 in 7000 pr. n. št. Burren videti povsem drugače kot danes, pri čemer je bila večina višavja pokrita z mešanico listavcev, borovcev in tise. Ni še jasnih dokazov o mezolitskih naseljih na tem območju. Na obrobju regije, blizu jezera Inchiquin in v tako imenovani Doolin Axe Factory, so odkrili kamnite predmete, ki  lahko izvirajo iz mezolitika. So pa v neolitiku okoli 4000 pr. n. št. naseljenci začeli spreminjati pokrajino s krčenjem gozdov, verjetno s čezmerno pašo in požiganjem ter z gradnjo kamnitih zidov. Ti ljudje so prav tako gradili megalite, kot je portalna grobnica Poulnabronski dolmen, ter kraljeve grobnice v Teergoneanu (blizu Doolina) in Ballyganner (blizu Noughavala). Na območju Burrna je približno 70 megalitskih grobnic, več kot polovica vseh teh struktur v Claru.
Najštevilnejša vrsta prazgodovinskih struktur (razen kamnitih zidov) v Burrnu je poznoneolitski/  zgodnjebronasti grob, ki je datiran v obdobje 2500−2000 pr. n. št. Takih je na tem območju okoli 90 %. Veliko jih je na Roughan Hillu v bližini Kilnaboya, v Parknabinnii in Creevaghu. Druge so v Gleninsheenu, Berneensu (Rathborney) in Poulaphuci (Carran). Veliki kamniti kupi so na številnih gričih, kot je Poulawack Cairn, in prav tako izvirajo iz tega obdobja.
Gospodarstvo v tistem času je verjetno temeljilo na pastirskem kmetijstvu v precej manjših skupinah. Kot je še danes, je bilo govedo pozimi preseljeno v gorske lope, kar omogoča letno pašo.
Dokaze o kulturi zvončastih čaš so našli na Roughan Hillu, a na splošno je bilo najdenih nekaj znakov dejanskih naselij neolitskih ljudi. Morda je to posledica tega, da so bile njihove strukture slabo zgrajene (iz lesa ali drugih nestalnih vrst materiala).
Med bronasto dobo so domačini zgradili veliko fulachtai fiadh – ognjišč, več kot 300 ostankov je ohranjenih v regiji. Njihova natančna vloga še vedno ni znana, vendar so verjetno na njih z ognjem segrevali vodo za kuhanje, pivovarstvo ali kopanje.
V nasprotju s količino najdenih arheoloških dokazov se je prebivalstvo Burrna verjetno občutno zmanjšalo med poznim neolitikom in ob koncu bronaste dobe. To je bilo verjetno v glavnem posledica sprememb v podnebju, morda povezano z vulkanskim izbruhom, znanim kot Hekla 4. Ob koncu 3. tisočletja pr. n. št. so padle temperature in podnebje je postalo bolj neugodno. Močne padavine so povzročale resno erozijo tal v gorskih območjih. So dokazi, da je bila v srednji in pozni bronasti dobi večina talnega pokrova nad apnenčastim krasom dejansko odstranjena. To zmanjšanje površine plodnih zemljišč je pritiskalo na število prebivalcev. Gradnja novih kamnitih zidov se je v glavnem končala − obstaja vrzel o gradnji med poznim neolitikom/zgodnjo bronasto dobo in zgodnjim krščanskim obdobjem. Do konca bronaste dobe je bilo višavje v glavnem izpraznjeno.
Kljub temu pa sta najdba na severu hriba Mooghaun v bližini mesta Newmarket-on-Fergus, odkritje zlate bronastodobne ovratnice v mestecu Gleninsheen dokazala, da je tu (vsaj začasno) živela družba iz pozne bronaste dobe, ki je bila bogata, mobilna in dobro povezana s trgovskimi mrežami drugih regij.
Podobno kot v mnogih krajih Irske so železnodobne lokacije redke. To je lahko posledica uporabe bivališč, ki niso pustila trajnih sledi (lesene stavbe ali celo šotori). Nekatere okrogle strukture lahko imajo dejansko izvor v železni dobi, vendar pa je bilo malo izkopanih. Tiste, ki so jih raziskovali, kot so Cahercommaun, Caherconnel, Cahermore ali Ballyallaban, veljajo za zgodnje srednjeveške ali poznejše. Velik zagoneten Turlough Hill (Oughtmama) je lahko železnodoben ali zgodnejši. Posamezne regionalne ugotovitve tega obdobja so omejene na nekaj bronastih konjskih uzd, ki so bile odkrite blizu Corofina in Ballyalla (Kilshanny).

### Srednji vek
V železni dobi in v zgodnjih srednjeveških časih je regijo nadzirala družina ali pleme, znano kot Corco Modhruadh, kar pomeni "seme" ali "ljudje iz Modhruada". V tistem času so bili eno od desetine manjših plemen na tem območju, ki so zasedli manjše območje (tuath) in so se  družili na skupnih rodovnih srečanjih ali praznovanjih mitov. Do prihoda krščanstva se je njihovo ozemlje nekoliko zmanjšalo, kar je kasneje postalo baronija Burren in Corcomroe, pa tudi nekateri deli baronije Inonyquin.
V 5. in 6. stoletju je regiji z Aranskih otokov vladala Eóganacht Árann, nepomembna veja dinastije Eóganacht iz Munsterja.
Zgodovina teh let je negotova, toda po padcu Eóganachta Árann je lokalni Corco Modhruadh verjetno prišel pod nadzor Uí Fiachrach Aidhne, plemena iz današnjega južnega Galwaya, ki je uspevalo v 7. stoletju. Lokalna plemena so bila nato verjetno podrejena Eóganacht Locha Léiunu, dokler njihov vpliv ni upadel v začetku 9. stoletja. Ali je Corco Modhruadh še vedno obstajal kot posebna skupina, je negotovo, saj sta si bila s sosedi Corcu Baiscindi morda enakovredna ali so ju osvojili Déisi Tuisceart iz vzhodnega Clara, ki je leta 744 zmagal v močni bitki proti Corco Modhruadhu. Do 9. stoletja je bil Corco Modhruadh odrinjen v Burrensko višavje.
Območje Burrna je pomembno zaradi več verjetnih "zgodnjih" (npr. pred 12. stoletjem) cerkvenih ali samostanskih lokacij. Med njimi so Kilfenora, Kilnaboy, Temple Cronan in cerkve Oughtmama. Širše območje Burrna bi vključevalo tudi samostan Dysert O'Dea blizu Corofina in Kilmacduagha. Veliko  trdnjav (cashel), od katerih je bilo skoraj 500 odkritih v Burrnu (od približno 45.000 na Irskem), nakazuje tudi prisotnost precejšnjega (zgodnjega) srednjeveškega prebivalstva, ki je te cerkve vzdrževalo in uporabljalo.
Ob koncu prvega tisočletja se je ljudstvo Dál gCais razširilo v regijo kljub uporu prvotnih družin Uí Lochlainn in O'Conor. Kasnejša regionalna prevladujoča dinastija O'Brien je sledila njihovemu izvoru. Dokazi o Vikingih v regiji niso zadovoljivi. Naselili so se v Limericku, vendar so v Burrnu našli samo nekaj predmetov skandinavskega oblikovanja, ki so bili večinoma iz Cahercommauna, ki je bil takrat glavni izdelovalec volne. Vikinška puščica je bila najdena v okrogli strukturi, v bližnji jami Glencurran pa je bila odkrita vikinška ogrlica (verjetno iz leta 820 do 850). 
Konec 12. ali v zgodnjem 13. stoletju so na območje prišli cistercijanski menihi in ustanovili opatijo Sancta Maria de Petra Fertili (Sveta Marija na rodovitni skali), zdaj znana kot Corcomroe.
V 12. stoletju je bilo območje Corco Modhruadh/Corcomroe razdeljeno v novo ustanovljeno kilfenorsko škofijo, 13 župnij, cerkev v Kilfenori pa je postala stolnica.
Tudi v 12. stoletju je bilo območje Corcomroe razdeljeno za upravne namene v dve: Corco Modhruadh Iartharach (zahodni Corcomroe) in Corco Modhruadh Oirthearach (vzhodni Corcomroe), znan tudi pod imenom Boireann, ki je v poznem 16. stoletju postal angleška upravna baronija Corcomroe in Burren.
Konec srednjega veka je bila težka doba za ljudi na tem območju. Podobno kot v Evropi je regija trpela zaradi velike lakote (1315−17) in črne smrti. Poleg tega je so se spopadali gelski gospodarji zaradi družbenogospodarskega nazadovanja regije. To se je kazalo tudi v regionalni prekinitvi velikih gradbenih projektov v 13. in 14. stoletju.

### Zgodnja moderna doba
Dolgo časa niso anglonormanski vdori na Irsko posebej vplivali na regijo. Že med bitko pri Dysert O'Dea leta 1318 so se nekateri lokalni klani povezali, da bi lažje premagali normansko vojsko, ki jo je vodil Richard de Clare. Ljudje in njihovi vladarji so tako še naprej živeli v utrjenih hišah, pogosto v trdnjavah, in večinoma ohranjali svojo gelsko kulturo. Znana je zgodnjeirska pravna šola v O'Davoransu pri Cahermacnaghtnu ali MacClancys v Doolinu. 
Šele v 15. in 16. stoletju so postali stanovanjski stolpi, kot so vidni danes pri gradovih Newtown, Shanmuckinish, Doonagore ali Ballinalacken, razširjeni. Normanskih gradov, kot je grad v Quinu, v Burrnu ni bilo. T. J. Westropp je prešteval ostanke okrog 70 stolpov v baronijah Inchiquin, Corcomroe in Burren, od katerih jih je v slednjem 21. Samo približno polovica se je ohranila v 21. stoletju. Porazdelitev stanovanjskih stolpov kaže, da so bili zgrajeni blizu meja baronij, ki so predstavljale tudi meje ozemelj, ki so jih nadzirali klani ali družine. 11 od 21 stolpov v baroniji Burren je 1 km od svojih meja.
Klan O'Loughlin (Ó Lochlainn) je vladal Boireannu do sredine 17. stoletja iz svojega glavnega doma na gradu Gregans (stanovanjski stolp). Vodja družine je bil pozneje znan kot burrenski princ (Prince of Burren). Člani klana so bili pokopani v družinski grobnici ob oltarju samostana Corcomroe. Njihovi sorodniki, O'Conorji (Ó Conchubhair), so vladali Corcu Modhruadh Iartharach iz gradu Dough v bližini Liscannorja. Vasi in mesta, ki jih najdemo na srednjeveškem ozemlju Boireanna, so Lisdoonvarna, Ballyvaughan, New Quay (Newquay) / Burrin (Burren), Noughaval, Bealaclugga (Bellharbour), Carron in Fanore/Craggagh.
Oba klana sta bila nazadnje pod O'Brieni, vladarji Thomonda. Še posebej na jugozahodu so O'Brieni včasih razširili svoj neposredni vpliv, prevzeli hiše in ozemlja zase. Nadzorovali so gradove v Dromolandu in Leamanehu, kasneje pa so postali baroni Inchiquin.

## Kultura
Burren ima dolgo zgodovino tradicionalne irske glasbe. Zlasti je znana po zahodnoclarskem načinu (West Clare Style) igranja na koncertino (vrsta harmonike) in glasbenih festivalih v Doolinu in Corofinu. Območje ima tudi dolgo zgodovino kot vir umetniškega navdiha in je gostilo številne umetniške galerije.
Burren je navdihnil številne knjige, ki jih pogosto spremlja obsežna ilustracija krajine. V seriji detektivskih izmišljenih romanov, ki jih je napisala Cora Harrison, nastopa Burrensov razsodnik (brehon) (izmišljen) v zgodnjih 1500-ih, ko je območje še vedno obstajalo kot ločena gelska uprava.

## Gospodarstvo
Vodilni gospodarski dejavnosti v Burrnu sta kmetijstvo in turizem.

### Turizem
Burren ima sloves na Irskem predvsem zaradi Moherskih klifov, pa tudi zaradi velikih jam, dolmenov, kot je poulnabronski, in drugih prazgodovinskih znamenitosti ter centrov kulturnih dejavnosti. Imajo vrsto hotelov, hostlov in prenočišč z zajtrkom ter drugih ponudnikov nastanitev.
Turizem je izziv na tako okoljsko občutljivem območju, saj ustvarja predvsem sezonsko zaposlenost, pri čemer veliko domačih hiš uporabljajo le poleti in s tem dodatno obremenjujejo okoljske vire, tako da se še poslabša učinek povečanja števila hiš na nekaterih območjih v zadnjih desetletjih. Prav tako so se pojavile skrbi zaradi dnevnega turizma, zlasti z avtobusi, v nasprotju s turisti, ki prebivajo čez noč, kar ustvarja precej več prihodkov.

#### Ekoturizem
Ekoturizem je pomemben dejavnik v Burrnu, sodeluje veliko organizacij, tudi burrensko omrežje za ekoturizem. Ključni cilj je varovanje ranljive pokrajine, hkrati pa zagotoviti, da bodo imeli lokalni prebivalci pošten dohodek in da se bodo lahko spoprijeli z več obiskovalci. Trajnostni ekoturizem in neodvisno izdajanje potrdil podjetjem za ekoturizem sta temu namenjena. 

#### Gastronomija
Burren Food Trail – gastronomska pot je bila odprta leta 2013 in ima več kot 20 članov, ki ponujajo gostoljubnost in/ali izdelke za hrano in pijačo. Pot je leta 2015 dobila irsko nagrado na evropskem natečaju za odličnost − turizem in lokalno gastronomsko tekmovanje. V povezavi s hrano so organizirani dogodki, kot sta festival Slow Food in Food Fayre. Food Fayre je del festivala Winterage ob oktobrskem ljudskem prazniku, ki ga organizirata burrensko omrežje za ekoturizem in posebna skupina. Leta 2017 je bil že šestič.

### Kmetijstvo
Zaradi podnebja, pokrajine ter tehnik, ki so se razvile v tisočih letih, ima Burren zgodovino plodovite kmetijske krajine. Poljedelstvo je omejeno, glavne živali pa so govedo in koze.
Kot je povzela lokalna krajinska organizacija Burrenbeo Trust, tradicionalni lokalni sistem govedoreje »vključuje izkoriščanje nenavadnih lastnosti, ki jih ponuja geološka sestava apnenca v regiji. Do nedavnega so se hudo domorodne pasme goveda uporabljale za pašo na višavskih travnikih med oktobrom in aprilom, kar zahteva le malo prehranjevalnega dodatka pred njihovo premestitvijo na druge pašnike«. Take kmetijske metode tudi varujejo krajino.

#### BurrenLIFE
Program BurrenLIFE, ki ga je usklajeval geopark, je v odgovor na premalo paše, izgube reje in upravljanje zemljišč ter opuščanje in utrditev kmetij uvedla novo trajnostno kmetijsko pobudo.  Začelo se je z 20 kmetijami, ki predstavljajo pestrost lokalnega kmetijstva, za katere je bil oblikovan poseben načrt stroškovnih ukrepov. Po uveljavitvi je bila pobuda razširjena na 320 kmetov v dveh fazah, pričakuje pa se, da se bo v zadnji fazi pridružilo še 130. Običajna priporočila so vključevala čiščenje zarasti, obnovo suhozidov, zmanjšanje porabe silaže in vrnitev zimske paše. 

## Oznake
Večina Burrna je danes posebno območje ohranjanja, vključno s skoraj vsem višavjem ter veliko nižavja in severnih obal. Območja so znanstvenega pomena in območja naravne dediščine.

### Geopark
Geopark Burren in Moherski klifi je bil ustanovljen leta 2011 na podlagi prejšnjih dejavnosti skupnosti in lokalnih oblasti in je del mreže Global Geoparks (GGN), ki ga je Unesco priznal istega leta. Upravlja ga občinski svet Clara, ki ga podpira Failte Ireland in Geološki zavod Irske. Meja geoparka se razteza od bližine New Quaya v zalivu Galway, jugovzhodno do območja Tubber, nato proti jugozahodu do Corrofina, nato pa približno zahodno do Doolina in vključuje obalni pas z Moherskimi klifi. Geopark podpira izobraževanje in vključevanje skupnosti ter trajnostni turizem in drug razvoj ter zaposluje geologa s polnim delovnim časom.

### Narodni park
Narodni park Burren je eden od šestih narodnih parkov v državi. Ob skromnem delu jugovzhodnega Burrna, približno 1500 hektarjev, je sestavljen iz zemljišč, ki jih je irska vlada kupila za ohranjanje. Narodni park ima trenutno informacijsko točko v Corofinu. Povezan je tudi z območjem ohranjanja na bližnjem Dromore Woodu.

## Šport in prosti čas
Številne apnenčaste pečine, zlasti morske na Ailladieju, so pri plezalcih zelo priljubljene. Na tem območju je veliko jam, zlasti Pollnagollum. Doolin je priljubljen bazni tabor za jamarje in je sedež ene od dveh glavnih jamarskih reševalnih organizacij Irske.
Burren je priljubljen pri pohodnikih, zanimivi sta predvsem Burrenska pot (Burren Way), za katero se potrebuje pet dni, in Obalna pot ob Moherskih klifih z 18 kilometri.
Burren ima tudi številne lokalne klube, kot je Gaelic Athletic Association, nogometne klube in druge športne skupine. Krajina je izziv za golf klube, ki so v bližini Gorta in Lahincha.

## Galerija
- Pokrajina
- Kraški travnik
- Rastline in skalovje
- Kraška kupola blizu župnije Kilkeedy – vzhodni del Burrna
- Ograja v Burrnu